# Jackie Coogan
Jackie Coogan (Los Angeles, Kalifornia, 1914. október 26. – Santa Monica, Kalifornia, 1984. március 1.) amerikai színész.

## Életpályája és munkássága
Mint kisgyermeket Charlie Chaplin fedezte fel, és A kölyökben (1921) főszerepet bízott rá. Ösztönös tehetsége rövid idő alatt világsztárrá emelte. Hozzátartozói hihetetlen összegeket kerestek vele, s 1924-ben külön társulatot is szerveztek számára, amellyel bejárta Európát. Hazatérése után tanult (1932-ig), majd ismét filmezett, de az 1930-as években már kevés sikerrel. A gyerekszerepekből kinőve közepes tehetségű jellemszínész lett, s epizódfeladatoknál többre nem vitte. 1935. május 4-én 20 évesen ő volt az egyetlen túlélője egy San Diegó-i autóbalesetnek, ahol édesapja és legjobb barátja, Junior Durkin is meghalt. 1939–1947 között nem is kapott filmszerepet. 1941-ben beállt az USA hadseregébe, mint vitorlázó pilóta. A második világháború után visszatért a színészethez. 1952–1953 között a Cowboy G-Men című filmben Stony Crockett-et alakította. 1960-ban csillagot kapott a Hollywood Walk of Fame-en. 1962–1963 között a McKeever & the Colonel című sorozat állandó szereplője volt. Végül megtalálta leghíresebb televíziós szerepét, mint Fester Az Addams család-ban (1964–1966).

## Családja
Szülei: Jack Coogan Sr. (1887–1935) és színész-producer és Lillian Dolliver (1892–1977) forgatókönyvíró volt. Testvére, Robert Coogan (1924–1978) is színész volt. Négyszer kötött házasságot. 1937–1938 között Betty Grable (1916–1973) amerikai színésznő volt a felesége. 1941–1943 között Flower Parry (1922–1981) amerikai színésznő volt a párja. Egy fiuk született: John Anthony Coogan (1942) forgatókönyvíró, filmproducer. 1946–1951 között Ann McCormack (1920-) amerikai színésznővel élt házasságban. Egy lányuk született: Joann Dolliver Coogan (1948). 1952–1984 között Dorothea Odetta Hanson-nal élt kapcsolatban. Két gyermekük született: Leslie Diane Coogan (1953) és Christopher Fenton Coogan (1967). Keith Coogan (1970-) amerikai színész nagyapja volt.

## Filmjei
- Egy nap boldogság/Idill a mezőkön (1919)
- A kölyök (1921)
- Kedves és barátságos (1922)
- Twist Olivér (1922)
- Papa (Daddy) (1923)
- Cirkusznap (Circus Days) (1923)
- Sokáig éljen a király (Long Live the King) (1923)
- Kis Robinson Crusoe (Little Robinson Crusoe) (1924)
- Ócska ruha (Old Clothes) (1925)
- Tom Sawyer (1930)
- Huckleberry Finn (1931)
- Cowboy G-Men (1952–1953)
- A színésznő (1953)
- Playhouse 90 (1956–1957)
- Matinee Theatre (1956–1958)
- A vad pasas (1957)
- The Red Skelton Show (1957–1970)
- A nagy "sebész" (The Big Operator) (1959)
- Shirley Temple's Storybook (1960–1961)
- Outlaws (1960–1962)
- Perry Mason (1961–1966)
- McKeever & the Colonel (1962–1963)
- The Lucy Show (1963–1968)
- Az Addams család (1964–1966; 1973)
- Lányboldogság (1965)
- The Wild Wild West (1967–1969)
- Pancser a vadnyugaton (1968)
- A kicsi nővér (1969)
- Jeannie, a háziszellem (1969)
- Hawaii Five-O (1969–1973)
- Love, American Style (1970–1972)
- The Partridge Family (1970–1973)
- Alias Smith and Jones (1971–1972)
- The Brady Bunch (1971–1972)
- Ironside (1971–1974)
- McMillan & Wife (1971–1974)
- Scooby-Doo újabb kalandjai (1972)
- Cahill, az USA békebírája (1973)
- Egy rejtélyes gyilkosság forgatókönyve (1975)
- Won Ton Ton, Hollywood megmentője (1976)
- Sherlock Holmes New Yorkban (1976)

## Fordítás
- Ez a szócikk részben vagy egészben  a   Jackie Coogan című angol Wikipédia-szócikk ezen változatának fordításán alapul.  Az eredeti cikk szerkesztőit annak laptörténete sorolja fel. Ez a jelzés csupán a megfogalmazás eredetét és a szerzői jogokat jelzi, nem szolgál a cikkben szereplő információk forrásmegjelöléseként.